# Landtagswahl in Baden-Württemberg 1968
- SPD: 37
- FDP/DVP: 18
- CDU: 60
- NPD: 12

Die Landtagswahl in Baden-Württemberg 1968 fand am 28. April statt. Die SPD verlor stark, die CDU musste ebenfalls Verluste hinnehmen. Zugewinne gab es für die FDP/DVP und vor allem für die NPD, die aus dem Stand 9,8 % der Wählerstimmen erobern konnte. Die von Ministerpräsident Hans Filbinger geführte Große Koalition aus CDU und SPD wurde fortgesetzt.

## Ausgangslage
Die von Ministerpräsident Kurt Georg Kiesinger geführte CDU-FDP/DVP-Koalition wurde 1966 durch eine von Ministerpräsident Hans Filbinger geführte CDU-SPD-Koalition abgelöst. Als Oppositionspartei im Landtag fungierte bis 1966 die SPD, danach die FDP/DVP. Die Wahl fand kurz nach den „Osterunruhen“ statt, die nach dem Attentat auf Rudi Dutschke am 11. April 1968 stattfanden. Dieses Ereignis war nach Meinung der meisten Beobachter Hauptgrund für das schlechte Abschneiden der SPD und das höchste Ergebnis der NPD, das diese jemals bei Landtagswahlen erreicht hat.

## Ergebnis
| Partei                 | Stimmen   | Anteil           | Sitze | Kreis- wahl- vor- schläge | Direkt- mandate | Sitze 1964 |
| CDU                    | 1.718.261 | 44,23 %          | 60    | 70                        | 60              | 59         |
| SPD                    | 1.124.696 | 28,95 %          | 37    | 70                        | 9               | 47         |
| FDP/DVP                | 560.145   | 14,42 %          | 18    | 70                        | 1               | 14         |
| NPD                    | 381.569   | 9,82 %           | 12    | 70                        |                 |            |
| DL                     | 88.187    | 2,27 %           |       | 70                        |                 |            |
| AUD                    | 11.030    | 0,29 %           |       | 44                        |                 |            |
| FSU                    | 441       | 0,01 %           |       | 4                         |                 |            |
| Einzelbewerber         | 318       | 0,01 %           |       | 1                         |                 |            |
| gültige Stimmen        | 3.884.647 | 100,00 % 97,84 % | 127   | 399                       | 70              | 120        |
| ungültige Stimmen      | 85.895    | 2,16 %           |       |                           |                 |            |
| Wähler Wahlbeteiligung | 3.970.542 | 100,00 % 70,75 % |       |                           |                 |            |
| Nichtwähler            | 1.641.700 | 29,25 %          |       |                           |                 |            |
| Wahlberechtigte        | 5.612.242 | 100,00 %         |       |                           |                 |            |

|                                 | Nordwürttemberg                                | Nordwürttemberg                                | Nordwürttemberg                                | Nordwürttemberg                                | Nordwürttemberg                                | Nordbaden             | Nordbaden                 | Nordbaden             | Nordbaden             | Nordbaden             | Südbaden              | Südbaden                  | Südbaden              | Südbaden              | Südbaden              | Südwürttemberg- Hohenzollern                  | Südwürttemberg- Hohenzollern                  | Südwürttemberg- Hohenzollern                  | Südwürttemberg- Hohenzollern                  | Südwürttemberg- Hohenzollern                  |
| Anzahl/ Stimmen                 | %                                              | Kreis- wahl- vor- schläge                      | Direkt- man- date                              | Sitze                                          | Anzahl/ Stimmen                                | %                     | Kreis- wahl- vor- schläge | Direkt- man- date     | Sitze                 | Anzahl/ Stimmen       | %                     | Kreis- wahl- vor- schläge | Direkt- man- date     | Sitze                 | Anzahl/ Stimmen       | %                                             | Kreis- wahl- vor- schläge                     | Direkt- man- date                             | Sitze                                         |                                               |
| ------------------------------- | ---------------------------------------------- | ---------------------------------------------- | ---------------------------------------------- | ---------------------------------------------- | ---------------------------------------------- | --------------------- | ------------------------- | --------------------- | --------------------- | --------------------- | --------------------- | ------------------------- | --------------------- | --------------------- | --------------------- | --------------------------------------------- | --------------------------------------------- | --------------------------------------------- | --------------------------------------------- | --------------------------------------------- |
| Wahlberechtigte                 | 2.202.420                                      |                                                |                                                |                                                |                                                | 1.253.692             |                           |                       |                       |                       | 1.152.794             |                           |                       |                       |                       | 1.003.336                                     |                                               |                                               |                                               |                                               |
| Wähler                          | 1.591.089                                      | 72,2                                           |                                                |                                                |                                                | 867.132               | 69,2                      |                       |                       |                       | 800.581               | 69,4                      |                       |                       |                       | 711.740                                       | 70,9                                          |                                               |                                               |                                               |
| Gültige Stimmen                 | 1.565.034                                      | 98,4                                           |                                                |                                                |                                                | 844.650               | 97,4                      |                       |                       |                       | 778.334               | 97,2                      |                       |                       |                       | 696.629                                       | 97,9                                          |                                               |                                               |                                               |
|                                 |                                                |                                                |                                                |                                                |                                                |                       |                           |                       |                       |                       |                       |                           |                       |                       |                       |                                               |                                               |                                               |                                               |                                               |
| CDU                             | 604.344                                        | 38,6                                           | 27                                             | 20                                             | 20                                             | 366.371               | 43,4                      | 16                    | 13                    | 13                    | 392.834               | 50,5                      | 14                    | 14                    | 14                    | 354.712                                       | 50,9                                          | 13                                            | 13                                            | 13                                            |
| SPD                             | 477.976                                        | 30,5                                           | 27                                             | 6                                              | 15                                             | 271.759               | 32,2                      | 16                    | 3                     | 9                     | 204.271               | 26,2                      | 14                    |                       | 7                     | 170.690                                       | 24,5                                          | 13                                            |                                               | 6                                             |
| FDP/DVP                         | 275.127                                        | 17,6                                           | 27                                             | 1                                              | 9                                              | 91.067                | 10,8                      | 16                    |                       | 3                     | 96.236                | 12,4                      | 14                    |                       | 3                     | 97.715                                        | 14,0                                          | 13                                            |                                               | 3                                             |
| NPD                             | 159.422                                        | 10,2                                           | 27                                             |                                                | 5                                              | 93.166                | 11,0                      | 16                    |                       | 3                     | 69.432                | 8,9                       | 14                    |                       | 2                     | 59.549                                        | 8,5                                           | 13                                            |                                               | 2                                             |
| DL                              | 42.725                                         | 2,7                                            | 27                                             |                                                |                                                | 20.010                | 2,4                       | 16                    |                       |                       | 14.284                | 1,8                       | 14                    |                       |                       | 11.168                                        | 1,6                                           | 13                                            |                                               |                                               |
| AUD                             | 5.352                                          | 0,3                                            | 23                                             |                                                |                                                | 2.086                 | 0,2                       | 6                     |                       |                       | 797                   | 0,1                       | 4                     |                       |                       | 2.795                                         | 0,4                                           | 11                                            |                                               |                                               |
| FSU                             | 88                                             | 0,0                                            | 1                                              |                                                |                                                | 191                   | 0,0                       | 2                     |                       |                       | 162                   | 0,0                       | 1                     |                       |                       |                                               |                                               | —                                             |                                               |                                               |
| Einzelbewerber                  |                                                |                                                | —                                              |                                                |                                                |                       |                           | —                     |                       |                       | 318                   | 0,0                       | 1                     |                       |                       |                                               |                                               | —                                             |                                               |                                               |
| Überhang- und Ausgleichsmandate | CDU: 2 Überhangmandate FDP: 1 Ausgleichsmandat | CDU: 2 Überhangmandate FDP: 1 Ausgleichsmandat | CDU: 2 Überhangmandate FDP: 1 Ausgleichsmandat | CDU: 2 Überhangmandate FDP: 1 Ausgleichsmandat | CDU: 2 Überhangmandate FDP: 1 Ausgleichsmandat | CDU: 1 Überhangmandat | CDU: 1 Überhangmandat     | CDU: 1 Überhangmandat | CDU: 1 Überhangmandat | CDU: 1 Überhangmandat | CDU: 1 Überhangmandat | CDU: 1 Überhangmandat     | CDU: 1 Überhangmandat | CDU: 1 Überhangmandat | CDU: 1 Überhangmandat | CDU: 1 Überhangmandat SPD: 1 Ausgleichsmandat | CDU: 1 Überhangmandat SPD: 1 Ausgleichsmandat | CDU: 1 Überhangmandat SPD: 1 Ausgleichsmandat | CDU: 1 Überhangmandat SPD: 1 Ausgleichsmandat | CDU: 1 Überhangmandat SPD: 1 Ausgleichsmandat |

## Trivia
Die FDP erreichte bei dieser Wahl letztmals ein Direktmandat bei einer Landtagswahl.